# 皮利普切 (基輔州)
50°26′25″N 31°32′49″E / 50.44028°N 31.54694°E
皮利普切（烏克蘭語：Пилипче）是位於烏克蘭北部的村莊，由基辅州布羅瓦里區的貝雷贊市鎮負責管轄。該村處於涅德拉河畔，始建於1700年，面積2.52平方公里，海拔高度124米，2001年人口446。